# VSS Vintorez
VSS Vintorez (ryska: Винтовка Снайперская Специальная, Vintovka Snayperskaya Spetsialnaya eller "Specialprickskyttegevär", GRAU beteckning 6P29), även kallad Vintorez, är ett ljuddämpat helautomatiskt prickskyttegevär i kaliber 9 x 39 mm. Det utvecklades i slutet av 1980-talet av TsNIITochMash och tillverkas av Tula Arsenal. Det används i första hand av Spetsnaz enheter för infiltration eller hemliga operationer.
Vapnet har en integrerad ljuddämpare som omsluter pipan. Ljuddämparen kan lätt tas bort för förvaring eller underhåll, men VSS bör inte avfyras utan ljuddämparen. Ljuddämparen är integrerad och har en längd på 284,36 mm och en diameter på 35,86 mm.
Kolven är i trä och är mer rundad än den på Dragunov; den har en bakkappa av gummi som kan tas bort när geväret demonteras för förvaring. Stocken är tillverkad i en slagtålig polymer.